# Teshrin SC Latakia
El Teshrin SC Latakia o Tishreen SC (àrab: نادي تشرين الرياضي, Nādī Tixrīn ar-Riyāḍī, ‘Club Esportiu Octubre’) és un club de futbol sirià de la ciutat de Latakia. El mot remet al mes en què Síria va aconseguir la independència, l'octubre de 1945.
Va ser fundat el 1947 com a Al-Qadissiya, fusionat amb Nahda el 1976 per formar el club actual.

## Palmarès
- Lliga siriana de futbol:[2]
  - 1982, 1997, 2020, 2021, 2022